# Silo - Générations
Silo - Générations (titre original : Dust) est le troisième volume de la série de science-fiction post-apocalyptique, Silo, écrite par Hugh Howey.
L'intrigue, suite de celle des deux premiers volumes, reprend la confrontation des deux personnages-clefs de la série, Juliette Nichols, principal personnage du premier volume Silo, et Donald Keene, du deuxième volume Silo - Origines.

## Résumé
Juliette Nichols, élue maire du Silo 18, veut découvrir la vérité sur le monde extérieur, elle organise deux projets insensés : forer un tunnel jusqu'au Silo 17 pour retrouver ses amis et vérifier si l'extérieur est toxique, en tentant une nouvelle sortie. Même si Juliette est soutenue par Shirly, du département Machines, et Lukas, du DIT, elle enfreint les tabous du silo et se heurte à l'hostilité du pouvoir religieux.
Dans le Silo 1, Donald, qui a sorti sa sœur Charlotte d'hibernation, recherche aussi la vérité sur le monde extérieur. Ayant involontairement emprunté l'identité du sénateur Thurman, il a l'autorité nécessaire pour mener à bien ses recherches, mais il risque d'être démasqué à tout moment.

## Les silos cités dans le roman
On compte cinquante silos, tous correspondant à un État des États-Unis. La liste qui suit présente les quelques silos dont on connaît le sort. Les termes entre parenthèses indiquent s'il est actif ou détruit au début du tome 3.
- Silo 1 : Correspond à l'état de Géorgie (où vit l'auteur). Il a ceci de particulier qu'il n'est pas organisé comme les autres de façon à permettre d'assurer les fonctions vitales de tous ses occupants. Ceux-ci sont majoritairement en hibernation et certains sont périodiquement réveillés pour assurer la surveillance des autres silos.
- Silo 2 : Correspond à l'état du Massachusetts. On sait juste qu'il abrite les descendants de la famille de Donald Keene. (Silo actif)
- Silo 6 : (Silo actif)
- Silo 10 : (Silo détruit)
- Silo 12 : (Silo détruit)
- Silo 16 : (Silo actif)
- Silo 17 : Ce silo a la particularité d'avoir réussi à neutraliser son processus de destruction. Il a néanmoins connu un effondrement de population important. Il est pratiquement désert au début du roman.
- Silo 18 : Le silo d'origine de Juliette Nichols. Sous sa direction, il tente de s'affranchir du silo 1.
- Silo 40 : Ce silo a réussi à s'affranchir du silo 1 et à entraîner plusieurs autres (dont le silo 17) avec lui. Il est bombardé lors du tome 2. On ne sait pas s'il a survécu.
- Silos 41 à 50 :[réf. nécessaire] Ils ont suivi le silo 40 dans sa révolte. (Silos apparemment détruits)

## Éditions
- Dust, Kindle Direct Publishing, 17 août 2013, 458 p.  (ISBN 978-1-4909-0438-2)
- Silo - Générations, Actes Sud, coll. « Exofictions », 8 octobre 2014, trad. Laure Manceau, 417 p.  (ISBN 978-2-330-03750-5)
- Silo - Générations, Actes Sud, coll. « Babel » no 1391, 4 mai 2016, trad. Laure Manceau, 473 p.  (ISBN 978-2-330-06442-6)
- Silo - Générations, Le Livre de poche, coll. « Science-fiction » no 34581, 31 mai 2017, trad. Laure Manceau, 544 p.  (ISBN 978-2-253-13305-6)
- Silo - Générations, dans le recueil Silo - L'Intégrale, Actes Sud, coll. « Exofictions », 4 octobre 2017, trad. Yoann Gentric et Laure Manceau, 1 536 p.  (ISBN 978-2-330-07328-2)